# 1746 Brouwer
1746 Brouwer este o planetă minoră (asteroid), cu un diametru de 62,524 km, din centura de asteroizi. A fost descoperită pe 14 septembrie 1963 la Observatorul Goethe Link⁠(d) de Indiana Asteroid Program⁠(d) și a fost numită după Dirk Brouwer. 
Obiectul prezintă o orbită caracterizată de o semiaxă mare de 3,9500703 UAi, o excentricitate de 0,21, o înclinație de 8,36624 ° în raport cu ecliptica.